# Benito Martínez Abogán
Benito Martínez Abogán (19 de junio de 1880-11 de octubre de 2006) fue un hombre supercentenario que alcanzó la edad de 126 años. Por el momento, es el cubano que más años ha vivido.

## Historia
Nació en Haití pero desde 1925 residió en Cuba, hasta sus últimos años.
Hasta la edad de 110 años, este longevo, tan haitiano como cubano, jamás se enfermó. Sus médicos dijeron siempre que lo acompañó una maravillosa herencia genética. Era un sabio en el conocimiento de las propiedades medicinales de las plantas y hierbas cubanas, por eso supo, con infusiones y cocimientos, prevenir cualquier dolencia.
Se alimentaba fundamentalmente con frutas y vegetales que él mismo cosechaba. Bebía ron y fumaba tabaco solo en los rituales religiosos. Hasta el último suspiro de su vida, Avión (cómo lo llamaban cariñosamente), conservó una asombrosa memoria, lo que atribuyó a su buen humor y no sufrir de estrés. Nunca se casó ni tuvo hijos y sí numerosas amistades. Disfrutaba de las peleas de gallos y de los carnavales.
Falleció el 11 de octubre de 2006, a consecuencia de una dolencia cardíaca provocada por la emoción y ansiedad que le produjo el haber sido invitado por el Gobierno de Haití para que visitara su tierra natal.

## Frases suyas
- "Uno de mis secretos es llevarme bien con todo el mundo".
- "A unos les toca un corazón débil, y viven menos; otros los tienen un poco más resistente; y, a mí, me tocó uno más fuerte.".